# Anders Lago
Jan Anders Lago, född 31 oktober 1956 i Jönköping, är en svensk politiker (socialdemokrat) och folkrörelsefunktionär, som sedan 2021 är ordförande för Riksförbundet FUB. Han har tidigare varit ordförande för HSB Riksförbund och kommunstyrelseordförande i Södertälje kommun. 

## Biografi
Lago flyttade till Södertälje i tjugoårsåldern. Han blev vald till kommunalråd (s) 1998, och efterträdde därmed Conny Andersson. Lago avgick 2011 och efterträddes av Boel Godner. Den 19 maj 2011 valdes han till ordförande för HSB:s Riksförbund och HSB ProjektPartner AB.
Den 10 april 2008 redogjorde Lago i USA:s kongress för hur mottagandet av irakiska flyktingar har påverkat Södertälje. Han betonade bland annat att Södertälje ensamt har tagit emot fler flyktingar från Irak än USA och Kanada tillsammans. 
Som kommunstyrelseordförande är Lago mest känd för sitt engagemang kring asyl- och flyktingfrågor och för att få fler människor i arbete. Han har bland annat medverkat till den så kallade Telgemodellen, där Södertälje kommun genom bland annat samverkan med näringslivet arbetat för att utveckla bostadsområdet Hovsjö, och framför allt minska antalet arbetslösa. Genom Telge Hovsjö, Manpower Telge jobbstart, Telge Peab och Telge Tillväxt har över 1 000 personer (jan 2013) gått från arbetslöshet till egen försörjning. 
Anders Lago har tidigare varit ordförande i branschorganisationen Svenskt Vatten, ledamot av styrelsen för Sveriges Kommuner och Landsting, där han invaldes i mars 2011 samt vice ordförande i Kommunförbundet Stockholms län.
2013 blev Lago en av ledamöterna i Berättarministeriets styrelse. 2018 blev Lago invald i Riksförbundet FUBs styrelse, och 2021 valdes Lago till FUB:s ordförande. Han ingår också i styrelsen för Funktionsrätt Sverige. 